# Салис
Салис (порт. Sales) — муниципалитет в Бразилии, входит в штат Сан-Паулу. Составная часть мезорегиона Сан-Жозе-ду-Риу-Прету. Входит в экономико-статистический микрорегион Нову-Оризонти. Население составляет 5158 человек на 2006 год. Занимает площадь 308,663 км². Плотность населения — 16,7 чел./км².

## Статистика
- Валовой внутренний продукт на 2003 составляет 50 091 492,00 реала (данные: Бразильский институт географии и статистики).
- Валовой внутренний продукт на душу населения на 2003 составляет 10 254,14 реала (данные: Бразильский институт географии и статистики).
- Индекс развития человеческого потенциала на 2000 составляет 0,770 (данные: Программа развития ООН).